# NGC 7488
NGC 7488 (również PGC 70539) – galaktyka eliptyczna (E-S0), znajdująca się w gwiazdozbiorze Ryb. Odkrył ją Albert Marth 11 sierpnia 1864 roku.